# Émile Papiernik
Émile Papiernik-Berkhauer, né le 14 février 1936 à Paris et mort le 8 août 2009, à Sceaux, est un médecin français, spécialiste de l'obstétrique.

## Biographie

### Jeunesse et formation
Émile Papiernik naît dans le 10e arrondissement de Paris, fils d'un couple d'émigrés juifs polonais, Motel Papiernik et Paula Papiernik, entrés clandestinement en France un an avant sa naissance. Ils viennent d'un petit village de Pologne, et le yiddish est sa langue maternelle. Motel Papiernik  est né le 16  février 1908 à Przysucha en Pologne.   Tailleur, Motel Papiernik  est déporté par le Convoi No. 5, en date du 26 juin 1942 de Beaune-la-Rolande vers Auschwitz, où il meurt. Sa dernière adresse est au au 5 rue du Pasteur-Wagner dans le 11e arrondissement de Paris. Émile Papiernik  porte l'étoile jaune et est sauvé par une famille de Justes qui le cache
Il effectue de brillantes études de médecine et se prépare d'abord à l'oncologie, comme interne à l'Institut Gustave-Roussy de Villejuif. Il sort major de l'internat, mais opte ensuite pour la gynécologie-obstétrique.

### Carrière de médecin
Emile Papiernik est chef de clinique assistant des Hôpitaux de Paris à la Maternité de Port-Royal à partir de 1966.
Il met au point en 1969 une technique de prévention de la naissance prématurée, depuis généralisée en France et adoptée dans de nombreux pays.
Il est à l'origine du premier plan Périnatalité de 1971, promu par Robert Boulin, ministre de la Santé, qui permet de réduire la mortalité infantile et « de classer la France au premier rang mondial pour la sécurité de la grossesse et de l’accouchement ». Il est ainsi à l'origine du congé maternité supplémentaire pour les femmes malades ou fatiguées.
Il devient en 1972, à 36 ans, chef de service de gynécologie-obstétrique à l'hôpital Antoine-Béclère de Clamart.
Contre l'avis de l'administration, qui refuse le budget d'achat d'un échographe, il le fait « rentrer en douce avec l'aide d'un fabricant qui y croyait, et il a fonctionné 18 mois en toute illégalité », d'après le témoignage de son collaborateur de l'époque, Roger Bessis, jeune obstétricien devenu un spécialiste mondial de l'échographie.
En 1975 il publie, en collaboration avec Claudine Amiel-Tison, Jacques Varangot et Roger Henrion , le mémoire intitulé : « La souffrance cérébrale du nouveau-né à terme. Causes et devenir ». À partir d’une enquête réalisée sur 65 enfants nés à terme et ayant présentés des signes neurologiques, même lorsque le coefficient d’APGAR était satisfaisant, l’équipe scientifique a identifié pour 45 d’entre eux une triade de facteurs obstétricaux : anomalies de la présentation (notamment en occipito-postérieure), anomalies dynamiques du travail et épreuves du travail. L’équipe s’interroge également sur le fait que les bébés traumatisés obstétriques survivants ne soient comptabilisés par aucunes statistiques alors que les bébés décédés le sont.
Il ouvre un des tout premiers services d'interruption volontaire de grossesse après le vote de la loi Veil de 1975, et décide symboliquement de pratiquer lui-même la première IVG du service.
C'est dans son service à Clamart, avec une équipe comprenant René Frydman, que naît le premier bébé-éprouvette français, Amandine, en 1982.
Il prend part au développement d'une approche renouvelée des questions de santé publique en France aux côtés d'une nouvelle génération de médecins, tels que Xavier Le Coutour.
Il est inhumé au cimetière parisien de Bagneux (division 67).

## Distinctions
Émile Papiernik est entre autres professeur émérite à l'université Paris Descartes de Paris, membre d'honneur du Royal College of Obstetricians and Gynaecologists (en) (RCOG) de Londres et de l'American Academy of Pediatrics (AAP).
Il a été nommé chevalier de la Légion d'honneur en 1983, puis promu officier en 2008.

## Publications
- 1988 : Le prix de la vie, Robert Laffont
- 1990 : Le guide de la grossesse, Robert Laffont
- 1998 : Le passeur de vie, Plon
- 2008 : La maternité, progrès et promesses, Odile Jacob
- 2006 : Le guide des jumeaux, Odile Jacob, en collaboration avec le Dr Jean-Claude Pons et Christiane Charlemaine